# Мервана Югич-Салкич
Мервана Югич-Салкич (нар. 14 травня 1980) — колишня боснійська тенісистка.
Найвищу одиночну позицію світового рейтингу — 99 місце досягла 21 червня 2004, парну — 59 місце — 10 липня 2006 року.
Здобула 15 одиночних та 2 парні титули.
Найвищим досягненням на турнірах Великого шолома було 3 коло в парному розряді.
Завершила кар'єру 2014 року.

## Фінали турнірів WTA

### Парний розряд: 4 (2–2)
| Легенда                 |
| ----------------------- |
| Турніри Великого шолома |
| Premier M & Premier 5   |
| Premier                 |
| International (2–2)     |

| Результат | Дата     | Турнір                                | Покриття | Партнерка            | Суперниці                               | Рахунок          |
| --------- | -------- | ------------------------------------- | -------- | -------------------- | --------------------------------------- | ---------------- |
| Перемога  | Січ 2004 | ASB Classic, Нова Зеландія            | Ґрунт    | Єлена Костанич-Тошич | Паола Суарес Вірхінія Руано Паскуаль    | 7–6, 3–6, 6–1    |
| Перемога  | Лип 2005 | Internazionali di Modena 2005, Італія | Ґрунт    | Юлія Бейгельзимер    | Габріела Навратілова Міхаела Паштікова  | 6–2, 6–0         |
| Поразка   | Кві 2008 | Estoril Open, Португалія              | Ґрунт    | Іпек Шенолу          | Флавія Пеннетта Марія Кириленко         | 4–6, 4–6         |
| Поразка   | Лип 2012 | Swedish Open, Швеція                  | Ґрунт    | Ева Грдінова         | Каталіна Кастаньйо Маріана Дуке-Маріньо | 6–4, 5–7, [5–10] |

## Фінали ITF
| турніри $100,000 |
| турніри $75,000  |
| турніри $50,000  |
| турніри $25,000  |
| турніри $10,000  |

### Одиночний розряд: 31 (15–16)
| Результат | Ранг | Дата            | Турнір                                 | Покриття   | Суперниця              | Рахунок       |
| --------- | ---- | --------------- | -------------------------------------- | ---------- | ---------------------- | ------------- |
| Перемога  | 1.   | 12 квітня 1999  | ITF Хвар, Хорватія                     | Ґрунт      | Петра Рацлавська       | 6–4, 6–4      |
| Поразка   | 1.   | 19 квітня 1999  | ITF Хвар, Хорватія                     | Ґрунт      | Петра Кучова           | 5–7, 3–6      |
| Поразка   | 2.   | 16 серпня 1999  | ITF Марибор, Словенія                  | Ґрунт      | Станіслава Грозенська  | 6–4, 4–6, 2–6 |
| Поразка   | 3.   | 6 вересня 1999  | ITF Задар, Хорватія                    | Ґрунт      | Ольга Виметалкова      | 3–6, 4–6      |
| Перемога  | 2.   | 13 вересня 1999 | ITF Біоград, Хорватія                  | Ґрунт      | Ева Фіслова            | 6–4, 6–2      |
| Поразка   | 4.   | 12 червня 2000  | ITF Анкара, Туреччина                  | Ґрунт      | Штефані Вайс           | 7–6, 3–6, 3–6 |
| Перемога  | 3.   | 18 вересня 2000 | ITF Макарська, Хорватія                | Ґрунт      | Габріела Хмелінова     | 6–4, 6–2      |
| Перемога  | 4.   | 2 липня 2001    | ITF Камайоре, Італія                   | Ґрунт      | Зузана Земенова        | 6–0, 6–4      |
| Поразка   | 5.   | 20 травня 2002  | ITF Рієка, Хорватія                    | Ґрунт      | Івана Абрамович        | 3–6, 3–6      |
| Перемога  | 5.   | 30 вересня 2002 | ITF Широкі Брієг, Боснія і Герцеговина | Ґрунт      | Надя Павич             | 6–4, 6–2      |
| Перемога  | 6.   | 30 червня 2003  | ITF Штутгарт, Німеччина                | Ґрунт      | Нурія Льягостера Вівес | 6–3, 6–0      |
| Перемога  | 7.   | 25 серпня 2003  | ITF Ріміні, Італія                     | Ґрунт      | Марія Коритцева        | 6–1, 6–3      |
| Поразка   | 6.   | 8 вересня 2003  | ITF Турин, Італія                      | Ґрунт      | Кая Канепі             | 3–6, 3–6      |
| Перемога  | 8.   | 29 вересня 2003 | ITF Казерта, Італія                    | Ґрунт      | Віраг Немет            | 6–7, 3–1 ret. |
| Поразка   | 7.   | 8 грудня 2003   | ITF Острава, Чехія                     | Ґрунт (i)  | Капучін Руссо          | 2–6, 6–7      |
| Поразка   | 8.   | 5 квітня 2004   | ITF Макарська, Хорватія                | Ґрунт      | Луція Кржель           | 2–6, 5–7      |
| Перемога  | 9.   | 10 січня 2005   | ITF Штутгарт, Німеччина                | Тверде (i) | Сабіне Клашка          | 6–2, 6–2      |
| Перемога  | 10.  | 17 січня 2005   | ITF Гренобль, Франція                  | Тверде (i) | Карен Патерсон         | 6–3, 6–1      |
| Поразка   | 9.   | 7 лютого 2005   | ITF Капріоло, Італія                   | Тверде (i) | Луціє Шафарова         | 4–6, 1–6      |
| Перемога  | 11.  | 28 лютого 2005  | ITF Бухен, Німеччина                   | Тверде (i) | Ева Грдінова           | 6–2, 2–0 ret. |
| Поразка   | 10.  | 12 грудня 2005  | ITF Бергамо, Італія                    | Килим (i)  | Катерина Бичкова       | 3–6, 0–6      |
| Поразка   | 11.  | 10 квітня 2006  | ITF Патри, Греція                      | Тверде     | Маргіт Рйтель          | 3–6, 6–4, 2–6 |
| Поразка   | 12.  | 26 березня 2007 | ITF Патри, Греція                      | Тверде     | Марет Ані              | 4–5 ret.      |
| Перемога  | 12.  | 16 липня 2007   | ITF Рим, Італія                        | Ґрунт      | Чжань Цзіньвей         | 6–3, 6–4      |
| Поразка   | 13.  | 24 березня 2008 | ITF Ла-Пальма, Іспанія                 | Тверде     | Крістіна Барруа        | 1–5 ret.      |
| Перемога  | 13.  | 25 серпня 2008  | ITF Влардінген, Нідерланди             | Ґрунт      | Джулія Габба           | 6–7, 7–6, 7–5 |
| Перемога  | 14.  | 1 вересня 2008  | ITF Мартіна-Франка, Італія             | Ґрунт      | Анна Флоріс            | 6–4, 4–6, 6–1 |
| Поразка   | 14.  | 22 вересня 2008 | ITF Лечче, Італія                      | Ґрунт      | Анжеліка Реш           | 2–6, 7–6, 5–7 |
| Поразка   | 15.  | 11 квітня 2011  | ITF Касабланка, Марокко                | Ґрунт      | Галина Воскобоєва      | 7–6, 2–6, 3–6 |
| Перемога  | 15.  | 30 липня 2012   | ITF Бад-Заульгау, Німеччина            | Ґрунт      | Каріна Віттгефт        | 6–2. 6–4      |
| Поразка   | 16.  | 6 серпня 2012   | Ladies Open Hechingen, Німеччина       | Ґрунт      | Маша Зец-Пешкірич      | 0–6, 4–6      |

### Парний розряд: 68 (43–25)
| Результат | Ранг | Дата              | Турнір                                 | Покриття   | Партнерка                  | Суперниці                                  | Рахунок          |
| --------- | ---- | ----------------- | -------------------------------------- | ---------- | -------------------------- | ------------------------------------------ | ---------------- |
| Поразка   | 1.   | 14 вересня 1998   | ITF Біоград, Хорватія                  | Ґрунт      | Діане Асенсіо              | Лана Миголчек Грета Арн                    | 3–6, 2–6         |
| Перемога  | 2.   | 12 червня 2000    | ITF Анкара, Туреччина                  | Ґрунт      | Марина Лазаровська         | Калина Діанкова Іпек Шенолу                | 6–2, 0–6, 6–4    |
| Поразка   | 3.   | 11 вересня 2000   | ITF Біоград, Хорватія                  | Ґрунт      | Ліляна Манушевич           | Б'янка Кампер Штефані Гайднер              | 3–6, 7–5, 5–7    |
| Поразка   | 4.   | 2 квітня 2001     | ITF Макарська, Хорватія                | Ґрунт      | Зузана Гейдова             | Габріела Хмелінова Петра Рацлавська        | 6–1, 2–6, 3–6    |
| Перемога  | 5.   | 9 липня 2001      | ITF Сецце, Італія                      | Ґрунт      | Алена Пауленкова           | Марісоль Беренгено Марго Торре             | 6–0, 6–1         |
| Поразка   | 6.   | 30 вересня 2002   | ITF Широкі Брієг, Боснія і Герцеговина | Ґрунт      | Катаріна Кахлікова         | Ленка Снайдрова Кіка Гоґендорн             | 2–6, 6–4, 4–6    |
| Перемога  | 7.   | 18 листопада 2002 | ITF Загреб, Хорватія                   | Тверде     | Кароліна Шпрем             | Єлена Костанич-Тошич Матея Межак           | 6–2, 6–4         |
| Перемога  | 8.   | 7 квітня 2003     | ITF Цавтат, Хорватія                   | Ґрунт      | Дарія Юрак                 | Ніна Братчикова Раїса Гуревич              | 6–4, 6–4         |
| Перемога  | 9.   | 14 квітня 2003    | ITF Дубровник, Хорватія                | Ґрунт      | Дарія Юрак                 | Габріела Нікулеску Моніка Нікулеску        | 6–2, 4–6, 6–2    |
| Перемога  | 10.  | 19 травня 2003    | ITF Біоград, Хорватія                  | Ґрунт      | Дарія Юрак                 | Пауліна Слітрова Петра Цетковська          | 6–4, 6–4         |
| Перемога  | 11.  | 26 травня 2003    | ITF Задар, Хорватія                    | Ґрунт      | Дарія Юрак                 | Даніела Клеменшиц Сандра Клеменшиц         | 6–3, 6–1         |
| Перемога  | 12.  | 9 червня 2003     | ITF Градо, Італія                      | Ґрунт      | Дарія Юрак                 | Лаура Делль'Анджело Джорджа Мортелло       | 2–6, 6–3, 6–0    |
| Перемога  | 13.  | 4 серпня 2003     | ITF Кунео, Італія                      | Ґрунт      | Дарія Юрак                 | Штефані Гайднер Любомира Бачева            | 6–1, 6–2         |
| Перемога  | 14.  | 11 серпня 2003    | ITF Мартіна-Франка, Італія             | Ґрунт      | Дарія Юрак                 | Марія Хосе Мартінес Санчес Паула Гарсія    | 2–6, 6–4, 6–1    |
| Перемога  | 15.  | 25 серпня 2003    | ITF Ріміні, Італія                     | Ґрунт      | Дарія Юрак                 | Аліче Канепа Емілі Стеллато                | 7–6, 6–7, 7–5    |
| Перемога  | 16.  | 8 вересня 2003    | ITF Турин, Італія                      | Ґрунт      | Дарія Юрак                 | Ольга Лазарчук Юліана Федак                | 6–4, 6–2         |
| Перемога  | 16.  | 20 жовтня 2003    | ITF Сен-Рафаель, Франція               | Тверде (i) | Дарія Юрак                 | Марет Ані Каміль Пен                       | 6–2, 6–1         |
| Перемога  | 17.  | 24 листопада 2003 | ITF Пругоніце, Чехія                   | Килим (i)  | Дарія Юрак                 | Ольга Виметалкова Габріела Хмелінова       | 7–5, 6–7, 6–3    |
| Поразка   | 18.  | 6 вересня 2004    | ITF Фано, Італія                       | Ґрунт      | Дарія Юрак                 | Андрея Ехрітт-Ванк Делія Сезкіоряну        | 5–7, 6–1, 2–6    |
| Поразка   | 19.  | 20 вересня 2004   | ITF Б'єлла, Італія                     | Ґрунт      | Дарія Юрак                 | Еріка Краут Мартіна Мюллер                 | 2–6, 3–6         |
| Перемога  | 20.  | 10 січня 2005     | ITF Штутгарт, Німеччина                | Тверде (i) | Дарія Юрак                 | Даніелле Гармсен Ева Пера                  | 6–3, 7–5         |
| Перемога  | 21.  | 17 січня 2005     | ITF Гренобль, Франція                  | Тверде (i) | Дарія Юрак                 | Анаїс Лорендон Емілі Баке                  | 6–2, 6–2         |
| Поразка   | 22.  | 31 січня 2005     | ITF Ортізеї, Італія                    | Килим (i)  | Дарія Юрак                 | Барбора Стрицова Тіна Писник               | 2–6, 6–3, 6–7    |
| Перемога  | 23.  | 28 лютого 2005    | ITF Бухен, Німеччина                   | Тверде (i) | Дарія Юрак                 | Андреа Петкович Коріна Перковіч            | 6–2, 6–2         |
| Перемога  | 24.  | 18 квітня 2005    | ITF Барі, Італія                       | Ґрунт      | Штефані Гайднер            | Стефанія К'єппа Роміна Опранді             | 6–3, 7–6         |
| Перемога  | 25.  | 25 квітня 2005    | ITF Таранто, Італія                    | Ґрунт      | Дарія Юрак                 | Надія Островська Тетяна Пучек              | 6–3, 6–7, 6–3    |
| Перемога  | 26.  | 20 червня 2005    | ITF Фонтанафредда, Італія              | Ґрунт      | Дарія Юрак                 | Ева Фіслова Станіслава Грозенська          | 5–7, 6–3, 6–4    |
| Поразка   | 27.  | 26 вересня 2005   | ITF Б'єлла, Італія                     | Ґрунт      | Марет Ані                  | Луціє Градецька Рената Ворачова            | 4–6, 6–7         |
| Перемога  | 28.  | 21 листопада 2005 | ITF Пуатьє, Франція                    | Тверде (i) | Марет Ані                  | Ніна Братчикова Акгуль Аманмурадова        | 7–6, 6–1         |
| Поразка   | 29.  | 10 квітня 2006    | ITF Патри, Греція                      | Тверде     | Яна Левченко               | Крістіна Горіатопулос Ярміла Вулф          | 1–6, 4–6         |
| Поразка   | 30.  | 31 липня 2006     | ITF Мартіна-Франка, Італія             | Ґрунт      | Едіна Галловіц-Халл        | Івана Абрамович Орелі Веді                 | 3–6, 2–6         |
| Перемога  | 31.  | 14 серпня 2006    | ITF Ріміні, Італія                     | Ґрунт      | Габріела Хмелінова         | Катерина Деголевич Катерина Лопес          | 6–3, 1–6, 6–2    |
| Перемога  | 32.  | 23 жовтня 2006    | ITF Стамбул, Туреччина                 | Тверде     | Іпек Шенолу                | Кеті О'Браєн Сорана Кирстя                 | w/o              |
| Перемога  | 33.  | 11 грудня 2006    | ITF Дубай, ОАЕ                         | Тверде     | Єлена Костанич-Тошич       | Катерина Бондаренко Валерія Бондаренко     | 6–3, 6–0         |
| Поразка   | 34.  | 12 лютого 2007    | ITF Сент-Пол, США                      | Тверде     | Іпек Шенолу                | Антонелла Серра-Дзанетті Софія Арвідссон   | 6–7, 7–5, 6–7    |
| Поразка   | 35.  | 19 лютого 2007    | ITF Клірвотер, США                     | Тверде     | Антонелла Серра-Дзанетті   | Фуда Рьоко Окамото Сейко                   | 7–5, 3–6, 4–6    |
| Поразка   | 36.  | 26 березня 2007   | ITF Патри, Греція                      | Тверде     | Анна Куманту               | Ольга Брозда Ленка Тварошкова              | 3–6, 1–3 ret.    |
| Перемога  | 37.  | 18 червня 2007    | ITF Фонтанафредда, Італія              | Ґрунт      | Теодора Мирчич             | Кармен Клашка Магда Міхалаке               | 6–2, 6–1         |
| Поразка   | 38.  | 2 липня 2007      | ITF Бостад, Швеція                     | Ґрунт      | Анна Куманту               | Теодора Мирчич Ганна Ноні                  | 5–7, 5–7         |
| Поразка   | 39.  | 9 липня 2007      | ITF Б'єлла, Італія                     | Ґрунт      | Рената Ворачова            | Кая Канепі Марет Ані                       | 4–6, 1–6         |
| Поразка   | 40.  | 30 липня 2007     | ITF Ріміні, Італія                     | Ґрунт      | Каролина Йованович         | Марет Ані Андрея Клепач                    | 4–6, 0–6         |
| Поразка   | 41.  | 3 вересня 2007    | Save Cup, Італія                       | Ґрунт      | Дар'я Кустова              | Маргіт Рйтель Аліса Клейбанова             | 2–6, 5–7         |
| Перемога  | 42.  | 22 жовтня 2007    | ITF Стамбул, Туреччина                 | Тверде     | Іпек Шенолу                | Елісе Тамаела Кім Кілсдонк                 | 6–1, 6–2         |
| Поразка   | 43.  | 17 березня 2008   | ITF Тенерифе, Іспанія                  | Тверде     | Ципора Обзилер             | Жюлі Куен Віолетта Юк                      | 4–6, 3–6         |
| Перемога  | 44.  | 21 липня 2008     | ITF Ле-Контамін-Монжуа, Франція        | Тверде     | Теодора Мирчич             | Даріна Седенкова Юстіна Озга               | 6–1, 6–4         |
| Перемога  | 45.  | 4 серпня 2008     | ITF Монтероні-д'Арбія, Італія          | Ґрунт      | Орелі Веді                 | Валентіна Сульпіціо Вердіана Верарді       | 6–4, 6–2         |
| Поразка   | 46.  | 11 серпня 2008    | ITF Палич, Сербія                      | Ґрунт      | Теодора Мирчич             | Магдалена Кіщиньська Ольга Брозда          | 3–6, 6–7         |
| Перемога  | 47.  | 25 серпня 2008    | ITF Влардінген, Нідерланди             | Ґрунт      | Теодора Мирчич             | Ірина Кузьміна-Рімша Анастасія Полторацька | 6–1, 6–2         |
| Перемога  | 48.  | 15 вересня 2008   | Save Cup Местре, Італія                | Ґрунт      | Орелі Веді                 | Віолетта Юк Маргаліта Чахнашвілі           | 6–2, 6–3         |
| Перемога  | 49.  | 6 жовтня 2008     | Open de Touraine, Франція              | Тверде (i) | Крістіна Барруа            | Жюлі Куен Віолетта Юк                      | 6–2, 7–6         |
| Поразка   | 50.  | 17 листопада 2008 | ITF Оденсе, Данія                      | Килим (i)  | Габріела Хмелінова         | Сара Борвелл Кортні Негл                   | 4–6, 4–6         |
| Перемога  | 51.  | 26 квітня 2010    | Open de Cagnes-sur-Mer, Франція        | Ґрунт      | Дарія Юрак                 | Крістіна Младенович Стефані Коен-Алоро     | 0–6, 6–2, [10–5] |
| Перемога  | 52.  | 21 червня 2010    | Крістінегамн, Швеція                   | Ґрунт      | Емма Лайне                 | Юлія Глушко Пемра Озген                    | 6–2, 6–3         |
| Перемога  | 53.  | 28 червня 2010    | Істад, Швеція                          | Ґрунт      | Емма Лайне                 | Анастасія Литовченко Тетяна Ареф'єва       | 6–1, 6–1         |
| Поразка   | 54.  | 1 листопада 2010  | Open Nantes, Франція                   | Ґрунт (i)  | Дарія Юрак                 | Анна Сміт Енн Кеотавонг                    | 7–5, 1–6, [6–10] |
| Перемога  | 55.  | 31 січня 2011     | ITF Ранчо-Санта-Фе, США                | Тверде     | Джулія Дітті               | Тедзука Ремі Аояма Сюко                    | 6–0, 6–2         |
| Поразка   | 56.  | 14 лютого 2011    | ITF Серпрайз, США                      | Тверде     | Тетяна Лужанська           | Тедзука Ремі Аояма Сюко                    | 3–6, 1–6         |
| Поразка   | 57.  | 14 лютого 2011    | ITF Гаммонд, США                       | Тверде     | Мелані Саут                | Крістіна Фусано Джулія Дітті               | 3–6, 3–6         |
| Перемога  | 58.  | 20 червня 2011    | ITF Крістінегамн, Швеція               | Ґрунт      | Емма Лайне                 | Тімеа Бабош Ксенія Ликіна                  | 6–4, 6–4         |
| Поразка   | 59.  | 27 червня 2011    | ITF Істад, Швеція                      | Ґрунт      | Емма Лайне                 | Александра Каданцу Дьяна Бузян             | 4–6, 6–2, [5–10] |
| Перемога  | 60.  | 26 вересня 2011   | ITF Клермон-Ферран, Франція            | Тверде (i) | Енн Кеотавонг              | Катерина Іванова Ксенія Ликіна             | 4–6, 6–3, [10–8] |
| Поразка   | 61.  | 31 жовтня 2011    | ITF Стамбул, Туреччина                 | Тверде     | Ана Врлич                  | Людмила Кіченок Надія Кіченок              | 6–4, 1–6, [7–10] |
| Перемога  | 62.  | 20 лютого 2012    | ITF Мілдьюра, Австралія                | Трава      | Ликіна Ксенія Валентинівна | Стефані Бенгсон Тайра Келдервуд            | 5–7, 7–5, [10–7] |
| Поразка   | 63.  | 31 жовтня 2011    | ITF Ла-Марса, Туніс                    | Ґрунт      | Сандра Клеменшиц           | Ізабелла Шинікова Ульрікке Ейкері          | 3–6, 4–6         |
| Перемога  | 64.  | 2 липня 2012      | ITF Б'єлла, Італія                     | Ґрунт      | Ева Грдінова               | Сандра Клеменшиц Татьяна Марія             | 1–6, 6–3, [10–8] |
| Перемога  | 65.  | 6 серпня 2012     | Ladies Open Hechingen, Німеччина       | Ґрунт      | Сандра Клеменшиц           | Рената Ворачов Натела Дзаламідзе           | 6–2, 6–3         |
| Перемога  | 66.  | 22 жовтня 2012    | ITF Пуатьє, Франція                    | Тверде (i) | Каталіна Кастаньйо         | Стефані Форец Татьяна Марія                | 6–4, 5–7, [10–4] |
| Перемога  | 67.  | 29 жовтня 2012    | Open Nantes, Франція                   | Тверде (i) | Каталіна Кастаньйо         | Петра Цетковська Рената Ворачова           | 6–4, 6–4         |
| Перемога  | 68.  | 6 травня 2013     | Empire Slovak Open, Словаччина         | Ґрунт      | Рената Ворачова            | Яна Чепелова Анна Кароліна Шмідлова        | 6–1, 6–1         |

## Часова шкала результатів на турнірах Великого шлему
| W | Ф | ПФ | ЧФ | #Р | КТ | К# | DNQ | A | NH |

### Одиночний розряд
| Турнір                                 | 2004 | 2005 | 2006 | 2007 | 2008 | 2009 | 2010 | 2011 | 2012 | 2013 | W–L |
| -------------------------------------- | ---- | ---- | ---- | ---- | ---- | ---- | ---- | ---- | ---- | ---- | --- |
| Відкритий чемпіонат Австралії з тенісу | К2р  |      | К1р  |      |      | К2р  |      |      |      | К2р  | 3–4 |
| Відкритий чемпіонат Франції з тенісу   | 1р   | 1р   | К1р  |      |      | К1р  |      |      |      | К1р  | 3–5 |
| Вімблдонський турнір                   | 1р   | К2р  | К2р  |      |      | К3р  |      |      |      | К1р  | 4–5 |
| Відкритий чемпіонат США з тенісу       | К3р  | К1р  |      |      |      |      |      |      |      |      | 2–2 |

### Парний розряд
| Турнір                                 | 2004 | 2005 | 2006 | 2007 | 2008 | 2009 | 2010 | 2011 | 2012 | 2013 | W–L  |
| -------------------------------------- | ---- | ---- | ---- | ---- | ---- | ---- | ---- | ---- | ---- | ---- | ---- |
| Відкритий чемпіонат Австралії з тенісу | 1р   |      | 1р   |      |      | 2р   |      |      |      | 1р   | 1–4  |
| Відкритий чемпіонат Франції з тенісу   | 1р   |      | 2р   |      | 1р   | 1р   |      |      |      | 1р   | 1–5  |
| Вімблдонський турнір                   | 1р   |      | 3р   |      | 1р   | 1р   |      |      |      | 1р   | 4–5  |
| Відкритий чемпіонат США з тенісу       | 2р   | 2р   |      |      |      |      |      |      | 2р   |      | 3–3  |
| В-П                                    | 1–4  | 1–1  | 3–3  | 0–0  | 0–2  | 1–3  | 0–0  | 0–0  | 1–1  | 0–3  | 9–17 |